# Luther Gulick

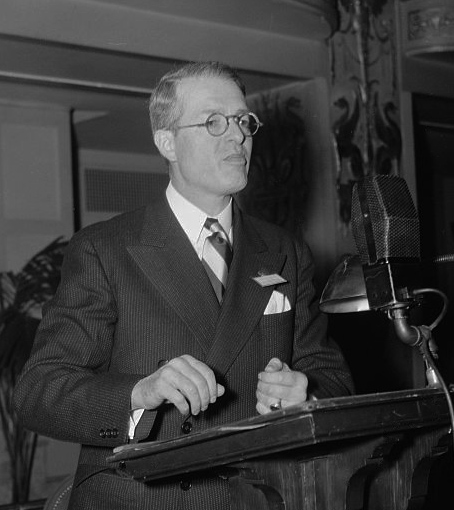
Luther Gulick 1939

Luther Halsey Gulick, III, född 17 januari 1892 i Osaka, död 10 januari 1993 i New York, var en amerikansk statsvetare.
Luther Gulick tog examen vid Oberlin College 1914 och blev fil.dr. vid Columbia University. Han satt i styrelsen för New York Bureau of Municipal Research (sedermera Institute of Public Administration). Han undervisade på Columbia 1931-1942, men återvände till Institute of Public Administration som dess direktör 1942-1961.
På 1930-talet fick Gulick tillsammans med L. Urwick i uppdrag av den amerikanska regeringen att sammanfatta kunskapen på administrationsområdet. I samlingsverket Papers in the Science of Administration redovisade de artiklar av Henri Fayol, Elton Mayo och Mary Parker Follett samt egna bidrag. Några av hans artiklar som "Notes on the theory of administration" (1937) och "Science, Values and Public Administration" (1937) betraktas idag som klassiker. 
En huvudpoäng är att arbetsdelning hör till organisationens fundamenta. Koordinering är ett nödvändigt komplement. Att avgöra hur arbetet skall uppdelas kräver specialkompetens, precis som planläggning och koordinering. Erfarenheten visar att auktoritetsdelning är nödvändig. Liksom Fayol är Gulick bestämd när det gäller det absoluta kravet på enhetlig ledning. En vis person kan och skall bara vara underordnad en enda chef. Chefens arbete består i:
- Planläggning (Planning)
- Organisering (Organizing)
- Rekrytering (Staffing)
- Dirigering (Directing)
- Koordinering (Coordinating)
- Rapportering (Reporting)
- Budgetering (Budgeting)

Med en förkortning kallas det POSDCORB. Produktivitet (efficiency) är enligt Gulick administrationens axiom. Medlet är den strikta funktionsuppdelningen under samordnad och central ledning. Chefens uppgifter löses enligt honom genom övertalning, mindre genom tvång och disciplin. Framtidens administration måste handla om ledning, mindre om auktoritet. Trycket på chefen måste minska för att han skall kunna ägna sig åt sin övergripande uppgift: att utveckla eninghet, deltagande, lojalitet, entusiasm och kreativitet bland medarbetarna.
Under andra världskriget förespråkade han tillsammans med Alvin Hansen keynesiansk politik för att främja full sysselsättning bidrog till att John Maynard Keynes utvecklade efterkrigsplaner för en internationell ekonomi med stark betoning på frihandel.
Under hans samtid gjorde man stor skillnad på politik och administration, medan Gulick hävdade att dessa två var omöljiga att hålla åtskilda. 